# Préhistoire de Marseille

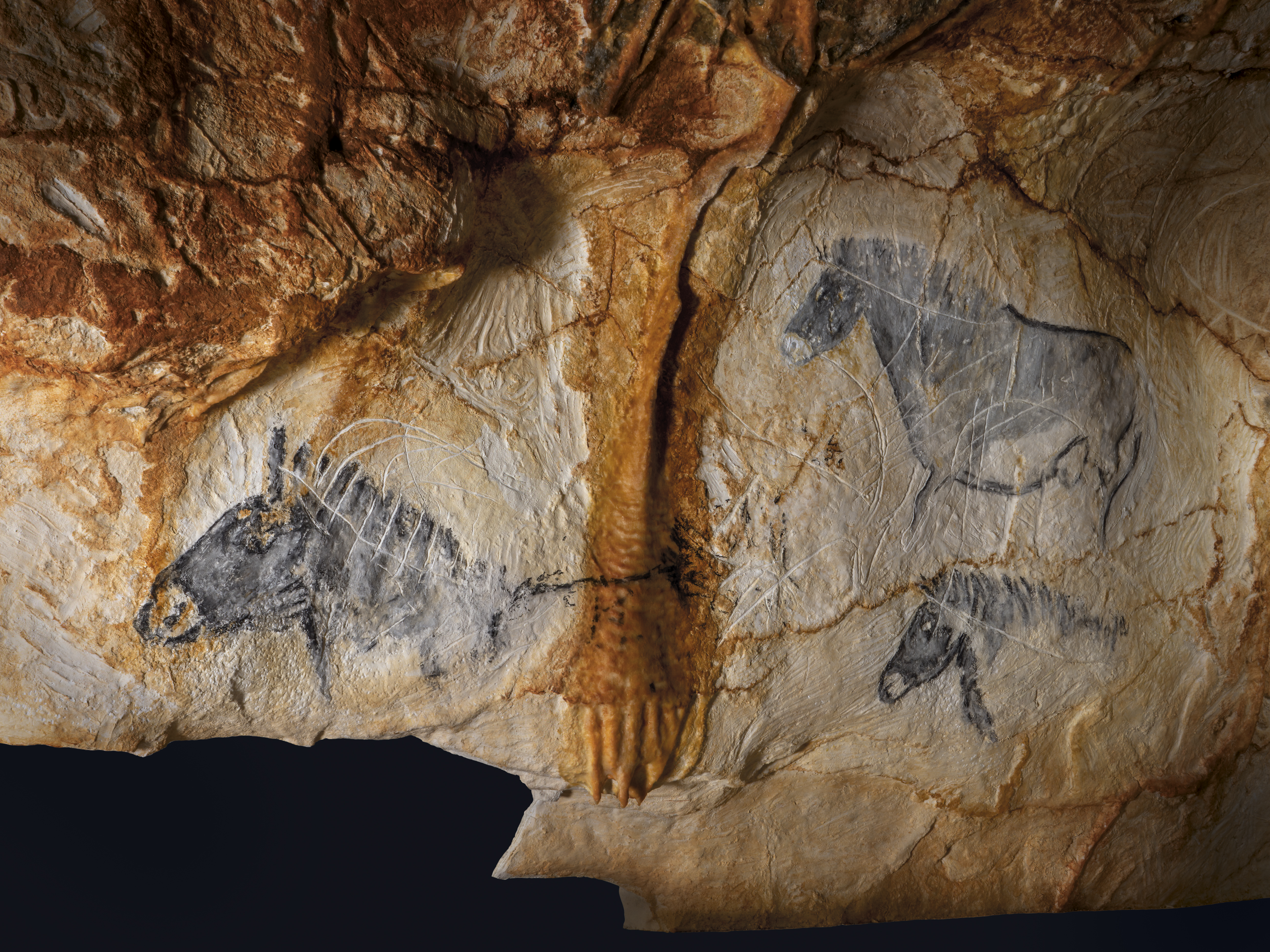
Réplique du panneau des chevaux de la grotte Cosquer (Cosquer Méditerranée)

La Préhistoire de Marseille va de la première trace laissée par l'Homme sur le territoire actuel de Marseille jusqu'à la fondation de la ville vers 600 av. J.-C. par des colons grecs venus de Phocée. Marseille a certainement connu des occupations humaines dès le Paléolithique inférieur, mais le site le plus ancien connu à ce jour est la grotte Cosquer, datée de 27 000 ans avant le présent (AP). On relève ensuite des occupations au Mésolithique et au Néolithique.

## Paléolithique

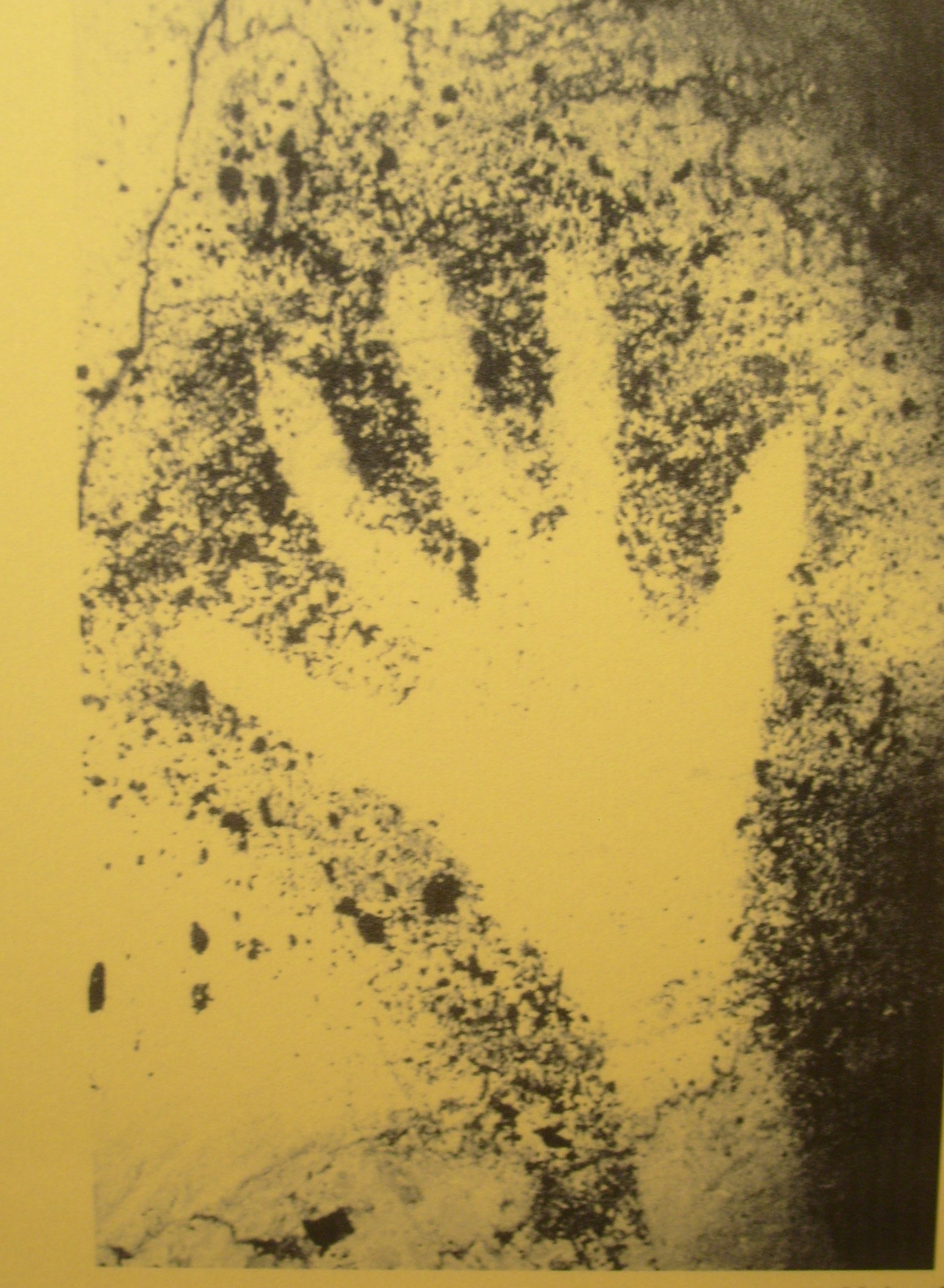
Main négative dans la grotte Cosquer, datée de 27000 ans AP

La grotte Cosquer a été découverte en 1991 dans l'une des calanques de Marseille par le plongeur Henri Cosquer, au cours d'une plongée sous-marine par 37 m de profondeur. Elle a livré des peintures pariétales du Paléolithique supérieur qui ont été en partie reconstituées dans Cosquer Méditerranée, à Marseille. Ce qui pourrait être, selon Jean Clottes, un « sanctuaire » a été occupé au cours de deux périodes : vers 27 000 ans AP (Gravettien) et vers 19 000 ans AP, d'après la datation au carbone 14 des peintures pariétales. 

## Mésolithique
La dernière période glaciaire s'achève vers 9700 av. J.-C. Le paysage de steppes laisse progressivement place à une forêt de climat tempéré. Les troupeaux de grands mammifères remontent vers le Nord, remplacés par une faune de plus petite taille et plus sédentaire. Les chasseurs-cueilleurs du pourtour méditerranéen se sédentarisent plus ou moins, en diversifiant leurs ressources alimentaires.
Une fouille archéologique a mis en évidence un ancien habitat mésolithique situé au niveau des numéros 53 à 63 de la rue Bernard-du-Bois, près de la gare Saint-Charles,,. On a trouvé dans cet îlot Bernard-du-Bois des silex taillés et un nombre important de coquillages marins,.

## Néolithique
À partir de 5800 av. J.-C. des populations arrivant de l'Est s'installent sur les côtes provençales en introduisant l'agriculture et l'élevage, ainsi que différentes techniques comme la poterie.
Le site de la rue Bernard-du-Bois continue d’être occupé au Néolithique ancien. Les archéologues ont pu identifier des sols aménagés, cuvettes et fosses. On y retrouve des traces de consommation de mollusques marins (coques, bigorneaux).
En 2007, les archéologues ont dégagé ce qui pourrait être des restes de murs en terre crue, des trous de poteaux, ainsi que des outils en silex et des objets en coquillages. Sur la colline Saint-Charles, les groupes néolithiques ont construit leurs habitations en briques crues ou en pains de terre modelée. La découverte d'une telle architecture de terre constitue un élément majeur pour l'histoire de l'architecture de l'Ouest méditerranéen et une première en France. Ces méthodes de construction confirment la diffusion de la culture néolithique par des populations venues d'Anatolie à travers la Méditerranée. Les coquillages marins semblent ici représenter une ressource alimentaire majeure. L’occupation semble se poursuivre jusqu’à la fin du IIIe millénaire av. J.-C., mais de manière plus épisodique.
D'autres vestiges du Néolithique ont été trouvés par Max Escalon de Fonton dans les grottes de L'Estaque dans les années 1940 : une céramique décorée (datée de près de 6000 av. J.-C.) ainsi que la sépulture d'un adolescent en position repliée. À proximité, dans la grotte Crispine du quartier des Riaux, ont été trouvés un foyer, des poteries néolithiques en terre noire, des petits grattoirs et de nombreux coprolithes de canidés (excréments fossiles).

## Âge du bronze
On a découvert sous les places Jules-Verne et Villeneuve-Bargemon les traces d'un établissement de l'Âge du bronze. Un amas coquillier, principalement composé d’huîtres, a été découvert et date de 1400 à 1060 av. J.-C.. 